# Beatallica
A Beatallica egy amerikai comedy rock/heavy metal együttes, amely a The Beatles és a Metallica számait gyúrja össze humoros tematikájú dalokba. A zenekart négy tag alkotja: Jaymz Lennfield, Grg Hammetson, Kliff McBurtney és Ringo Larz. Volt tagok: Krk Hammetson. A nevek egyértelmű szójátékok a Beatles és a Metallica tagjainak neveivel. A mai napig három stúdióalbumot jelentettek meg. A Metallica tagjai pozitívan nyilatkoztak a Beatallica-ról, viccesnek és jópofának tartják az együttest.

## Története
A zenekart 2001-ben alapította meg Milwaukee-ban két ember: Krk Hammetson és Jaymz Lennfield. Dalaik fő alapjai a Beatles számai, Metallica-s elemekkel vegyítve (gyors dobolás és szólók). Albumaik nagy részének címei is a Beatles/Metallica lemezeinek címeinek paródiái. A Beatallica először egy bemutatkozó középlemezt jelentetett meg, 2001-ben. Ezt a középlemezt először csak a barátaiknak adta ki a zenekar. 2004-ben piacra került a második középlemez is. Ugyanebben az évben már koncerteztek is. 2005-ben és 2006-ban folytatták a koncertezést. Olyan nagy nevekkel turnéztak, mint a Motörhead vagy a Sepultura. 2007-ben kiadta legelső nagylemezét az együttes. 2008-ban egy dalt jelentettek meg, "All You Need is Blood" címmel. 2009-ben a második stúdióalbum is piacra került, amelyen egy német szövegű dal is szerepelt. Ebben az évben egy karácsonyi témájú középlemezt is piacra dobott a Beatallica. Szintén 2009-ben Németországban is turnézni kezdett a zenekar. 2013-ban megjelent a paródia-zenekar harmadik nagylemeze is, amelynek címe utalás a Beatles "Abbey Road" és a Metallica "Load" című lemezeire. A borító pedig az Abbey Road borítóját parodizálja. 2009-ben Magyarországon is koncerteztek az A38 Hajón.
A Beatallica fennállása alatt többször közel járt már ahhoz, hogy bepereljék őket, nevük, dalaik címei és albumaik borítói miatt, mert azok hasonlítanak a zenekar által parodizált "célpontok" lemezeinek borítóihoz. Az igazi Metallica tagjai viszont azt nyilatkozták, hogy szerintük jópofa ez az együttes és nem kell komolyan venni őket.

## Diszkográfia
- A Garage Dayz Nite (2001, bemutatkozó középlemez)
- Beatallica (2004, középlemez)
- Sgt. Hetfield's Motorbreath Pub Band (2007, nagylemez)
- Masterful Mystery Tour (2009, nagylemez)
- Winter Plunderband (2009, nagylemez)
- Abbey Load (2013, nagylemez)